# Aleksander Patzer
Aleksander Patzer (ur. 1848, zm. 1907) – polski przedsiębiorca.
Założyciel pierwszej w Warszawie mechanicznej odlewni żeliwa ciągliwego i galanterii żelaznej.
Był jej właścicielem i kierownikiem technicznym. 
Wywodził się z rodziny szwajcarskiej przybyłej do Polski w XVIII wieku. Stryj Kazimierza Patzera. Został pochowany na cmentarzu ewangelicko-augsburskim w Warszawie (aleja 24, grób 4).